# Tullio Serafin
Pour les articles homonymes, voir Serafin.
Tullio Serafin est un chef d'orchestre italien né le 1er septembre 1878 à Rottanova di Cavarzere et mort le 2 février 1968 à Rome.

## Biographie
Il fait ses études à Milan et joue dans l'orchestre de la Scala en tant que violoniste. Il débute à Ferrare en 1898 et Toscanini l'engage comme chef-assistant à la Scala en 1901 puis, il dirige à Turin en 1903 et à la Scala à partir de 1909 jusqu'en 1914 puis 1917-1918. Il participe à l'inauguration du Festival de Vérone en 1913.
Il redonne un nouvel élan à l'opéra italien et découvre de grands chanteurs comme : Beniamino Gigli, Rosa Ponselle, entre les deux guerres puis Maria Callas, qu'il entend pour la première fois à Vérone et il l'engage aussitôt et fait d'elle La Callas. Un peu plus tard, il aide aussi Joan Sutherland à Palerme et à Covent Garden à Londres, il dirige celle-ci dans Lucia di Lammermoor de Donizetti.
Entre 1924 et 1934, il dirige au Metropolitan Opera de New York (le Met) et y présente plusieurs créations mondiales et premières américaines de Turandot de Puccini et La Vie Brève de Manuel de Falla. En 1934, il devient premier chef permanent et directeur artistique de l'Opéra de Rome, poste qu'il conserve jusqu'en 1943. Ensuite, il occupe le poste de directeur artistique de la Scala (1946-1947). Entre 1956 et 1958, il dirige au Lyric Opera de Chicago. Enfin, en 1962, on le nomme conseiller artistique de l'Opéra de Rome où il fait sa dernière apparition dans l'opéra Otello de Rossini.
Durant l'occupation allemande, il donne une saison d'opéra contemporain : Wozzeck d'Alban Berg, Vol de Nuit de Luigi Dallapiccola.
Sa carrière est toute consacrée à l'art lyrique. Grâce à Walter Legge, il enregistre une grande partie du répertoire italien : Bellini, Donizetti, Ruggero Leoncavallo, Mascagni, Puccini, Verdi ; avec les plus grands chanteurs de l'époque : Maria Callas, Victoria de los Ángeles, Christa Ludwig, Elisabeth Schwarzkopf, Franco Corelli, Tito Gobbi.
Au Mai Musical florentin, il dirige des ouvrages de Rossini comme Moïse en Égypte, Semiramis, Armida, et La donna del lago jouant ainsi un rôle majeur dans la redécouverte d'opéras belcantistes et dans les prémices de la « Renaissance Rossini » des années 1980.
Son épouse, Elena Rakowska (1876-1964), soprano, d'origine polonaise, a chanté au Met et à la Scala.

## Ses créations

### Opéras
- Risurrezione (1904) et Cyrano de Bergerac (1936) de Franco Alfano,
- The Empereur Jones (en) (1933) de Louis Gruenberg,
- Merry Mount (en) (1934) de Howard Hanson,
- Ecuba (1941), Vergilli Aeneis version scénique (1958) de Gian Francesco Malipiero,
- L'amore dei tre re (1913) d'Italo Montemezzi,
- Orseolo (1935) d'Ildebrando Pizzetti,
- Abisso (1914) d'Antonio Smareglia,
- The King's Henchman (en) (1927) et Peter Ibbetson (opéra) (en)  (1931) de Deems Taylor.

### Musique pour Orchestre
- Sinfonietta (1931) d'Alexandre Tansman.

## Ses écrits
- avec Alceo Toni, 2 volumes sur l'histoire de l'opéra italien : Stile, tradizioni e convenzioni del melo dramma, italiano del Settecento e dell'Ottocento, (Milan, 1958-1964).

## Source
- Dictionnaire des interprètes d'Alain Pâris (Robert Laffont)  (ISBN 2-221-08064-5).